# ワシントン・スクエア (オレゴン州)
ワシントン・スクエア（英: Washington Square）は、アメリカ合衆国オレゴン州タイガードにあるショッピングモールである。ポートランド都市圏のオレゴン州道217号線沿いにあり、単位面積当たり売上高は716米ドル／平方フィートと全米指折りの水準を誇る。1973年に開業した当モールは、現在は不動産投資信託マセリッチ・カンパニー（The Macerich Company）が所有し、中核店舗にメイシーズ、ノードストローム、JCペニー、シアーズを構える。2008年3月には5番目の中核店舗としてディックス・スポーティング・グッズを迎えた。

## 歴史
1972年5月3日、当時オレゴン最大のショッピングモールを建設する計画が、ウィンマー・パシフィック（1967年にセーフコ傘下となったデベロッパー）により発表された。130-エーカー (0.53 km2)の面積に100以上の店舗の入居を見込み、85エーカー (340,000 m2)の敷地にL字型の1,000,000平方フィート (93,000 m2)の建築物を置く開発地区である。1973年8月16日、マイヤー・アンド・フランクが最初のテナントとして登場。シアーズとリップマンズが11月に入居し、続いてリバティーハウスとノードストロームが1974年夏季にオープンした。モール本体は1974年2月21日に開業した 。

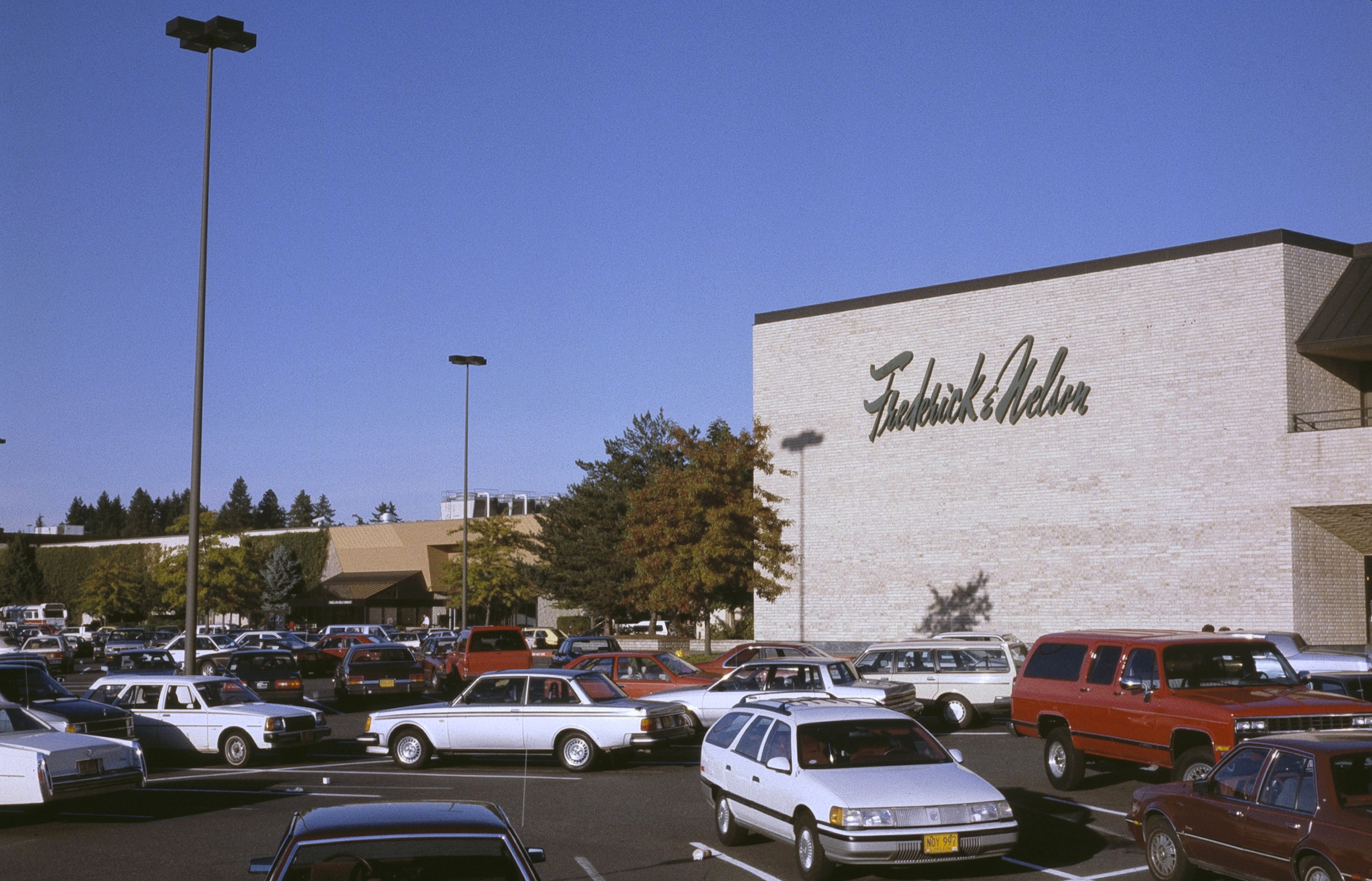
モール西側。拡張前の1988年に撮影。

1979年、フレデリック・アンド・ネルソンズがリップマンズを買収し名称を変更。1980年にはマーヴィンズが当初リバティーハウスが入居していたスペースを継承した。元々ワシントン・スクエアがあった場所はビーバートン、タイガード、ポートランド近郊に位置する非法人地域であったが、1986年、3市の間でこの地区を巡って領有権紛争が勃発した。その結果、タイガードがワシントン・スクエアの地域を、リンカーン・センターやエンパシー・スイート・ホテル等と共に併合する権利を勝ち得た。フレデリック・アンド・ネルソンズが1991年1月に破産し閉店すると、ノードストロームが空き地となった同敷地を取得し、既にワシントン・スクエアに持っていた同社店舗の拡大に乗り出した。そうして完成した新しいノードストロームが1994年に開店。元々あったノードストロームはモール本体が取得し、当時進行中だったモール改修の一環としてフードコードや新たな小売スペースとして改造した。ワシントン・スクエアは1990年半ばまでに、単位面積当たり売上高が全米トップ10%に入るまでに成長した。
1998年12月、シアトルに本社を置く保険会社セーフコがワシントン・スクエアを売却し、これをマセリッチ・カンパニーとオンタリオ教員年金基金が取得した。売却当時、ワシントン・スクエアは「西海岸有数の単位面積当たり売上高を有するモール」として、500米ドル／平方フィートに到達。不動産投資信託のマセリッチ・カンパニーがこの不動産の管理を継承した。2005年、マセリッチは100,000平方フィート（9,300平方メートル）の規模の増築を行い、チーズケーキ・ファクトリー、セフォラ、ルーシー・アクティブウェア、ゴディバ・ショコラティエ、ウィリアムズ＝ソノマなど30以上の店舗を新たに迎え入れた。またこの時、モール全体に改修工事が行われ、2つの新たな駐車場が建設された。2005年11月、マーヴィンズが閉店し、敷地はモール本体に売却された。2008年3月、マーヴィンズがあった敷地に新たにディックス・スポーティング・グッズが入居した。
2011年2月、スウェーデンの衣料品小売であるH&Mがワシントン・スクエアに開店。オレゴン州内で2番目の店舗となった。

## レイアウト
現在、ワシントン・スクエアには5つの百貨店店舗、170の専門店及びレストラン、そしてフードコードが入居している。その一部はワシントン・スクエア・トゥー（Washington Square Too）と呼ばれる屋外型プラザにある。モールのほとんどは1階部分にあるが、中核店舗に関しては複数階に跨がり、またフードコードは2階に位置している。2005年の拡張工事では将来的に2階部分を拡張できるような仕組みで建設が行われた。
ポートランド都市圏で公共交通機関を運営するトライメットは、当モール至近にワシントン・スクエア・トランジット・センター駅を所有している。

## 中核店舗

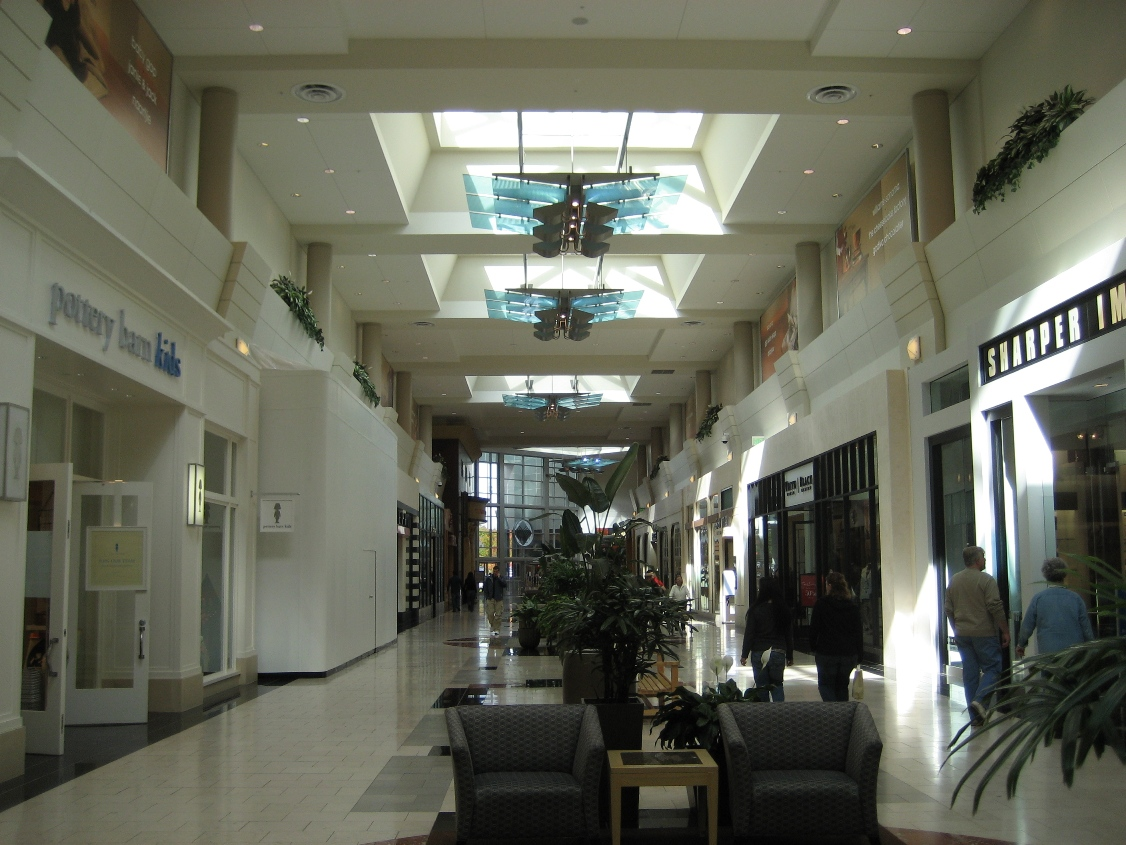
2005年拡張部分の内観

- JCペニー（JCPenney） - 210,585平方フィート、1975年開店
  - JCペニー・ホームストア（JCPenney Home Store） - 20,397平方フィート
- メイシーズ（Macy's） - 242,505平方フィート、1973年にマイヤ・アンド・フランク（Meier & Frank）として開店、2006年に改称
- ノードストローム（Nordstrom） - 180,000平方フィート、1974年に小規模店舗を開店、1994年に移設
- シアーズ（Sears） - 211,937平方フィート、1974年開店
  - シアーズ・タイヤ・バッテリー・アンド・オート（Sears Tire, Battery & Auto） - 16,600平方フィート
- ディックス・スポーティング・グッズ（Dick's Sporting Goods - 90,000平方フィート、2008年開店

## かつて存在した中核店舗
- フレデリック・アンド・ネルソン（Frederick & Nelson） - 120,000平方フィート、1991年閉店、ノードストロームが承継
- リバティーハウス（Liberty House） - 1974年開店、1980年にマーヴィンズが承継
- リップマンズ（Lipman's） - 1974年開店、1979年にフレデリック・アンド・ネルソンが承継
- マイヤー・アンド・フランク（Meier & Frank） - 1973年開店、2006年にメイシーズに改称
- マーヴィンズ（Mervyn's - 89,309平方フィート、1980年開店、2005年11月閉店、現・ディックス・スポーティング・グッズの敷地
- ノードストローム（Nordstrom） - 108,000平方フィートの旧店舗、1974年開店、1994年にフードコート及び小売スペースに置換